# Ambassade de France en Ukraine
L'ambassade de France en Ukraine est la représentation diplomatique de la République française auprès de l'Ukraine. Elle est située à Kiev, la capitale du pays, et son ambassadeur est, depuis 2023, Gaël Veyssière (d).
De début mars au 15 avril 2022, elle a été relocalisée à Lviv en raison de l'invasion de l'Ukraine par la Russie en 2022.

## Ambassade
L'ambassade est située au 39 de la rue Reitarska (50° 27′ 14″ N, 30° 30′ 29″ E), à Kiev, non loin de la cathédrale Sainte-Sophie de Kiev. Elle accueille aussi une section consulaire.
L’adresse provisoire entre février et avril 2022 se situe rue Veteraniv (49° 51′ 00″ N, 24° 01′ 01″ E) à Lviv.

## Histoire
L'ambassade de France en Ukraine est créée par la nomination en Conseil des ministres d'Hugues Pernet ambassadeur extraordinaire et plénipotentiaire le 11 mars 1992, décret publié au Journal officiel le 1er avril 1992. Cette création fait suite au référendum du 1er décembre 1991 confirmant par 90,82 % des suffrages exprimés la déclaration d'indépendance de l'Ukraine adopté par le Soviet suprême ukrainien le 24 août précédent.
L'ambassade succède au consulat de France à Kiev, créé ex nihilo le 23 mai 1990 dans la République socialiste soviétique d'Ukraine, entité constitutive de l'URSS, le consul étant Hugues Pernet.
Le 28 février 2022, au cours de l'invasion de l'Ukraine par la Russie, l'ambassade à Kiev est transférée à Lviv. Elle est réouverte à Kiev le 15 avril 2022.

## Ambassadeurs de France en Ukraine

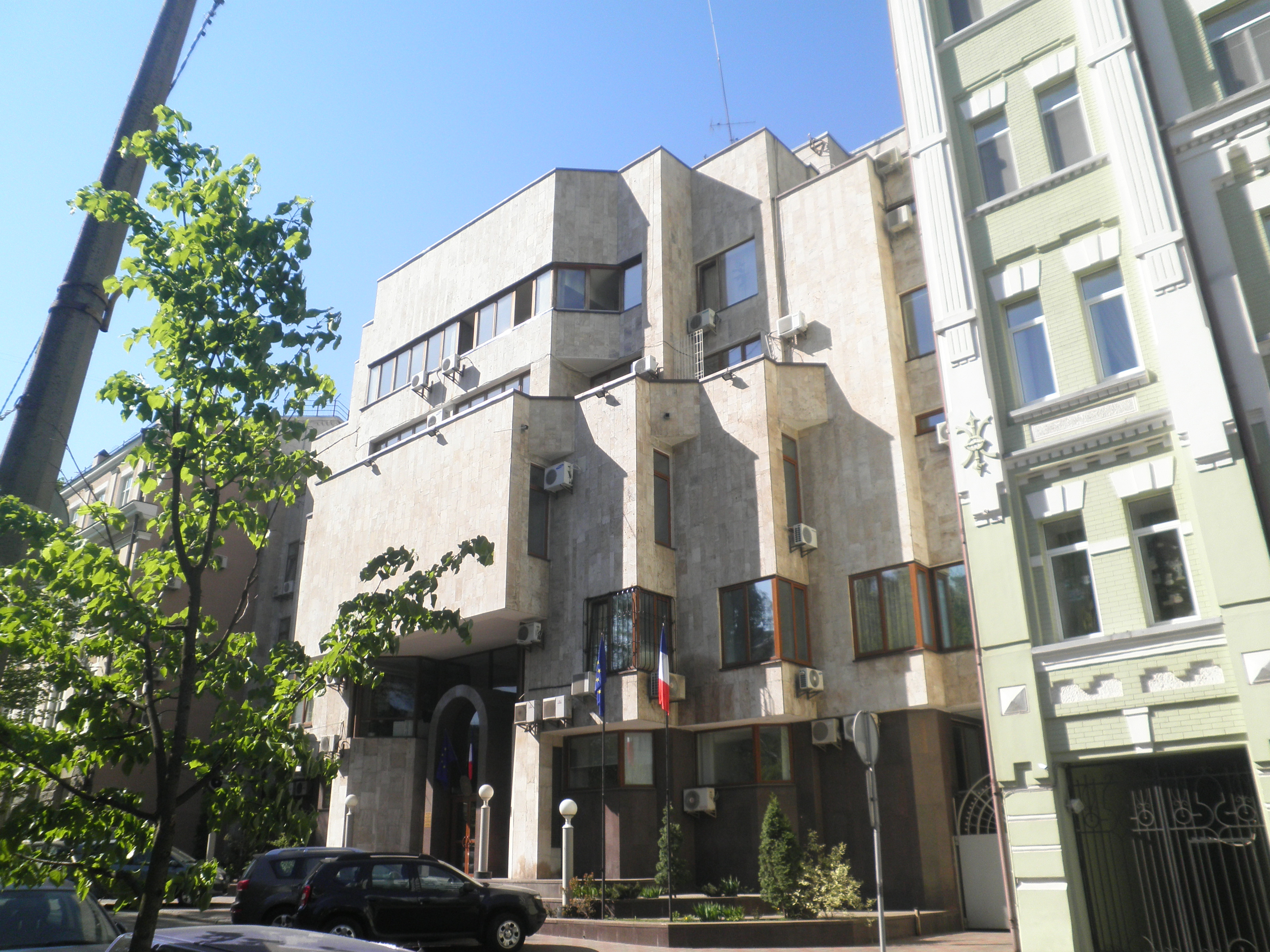
Ambassade de France à Kiev.

| De   | À    | Ambassadeur               |
| ---- | ---- | ------------------------- |
| 1992 | 1993 | Hugues Pernet,            |
| 1993 | 1995 | Michel Peissik (uk)       |
| 1995 | 1997 | Dominique Chassard (uk)   |
| 1997 | 2001 | Pascal Fieschi (uk)       |
| 2002 | 2005 | Philippe de Suremain (uk) |
| 2005 | 2008 | Jean-Paul Véziant (uk)    |
| 2008 | 2011 | Jacques Faure (uk)        |
| 2011 | 2015 | Alain Rémy                |
| 2015 | 2019 | Isabelle Dumont (d)       |
| 2019 | 2023 | Étienne de Poncins        |
| 2023 | auj. | Gaël Veyssière (d)        |

## Relations diplomatiques
La France a reconnu l'indépendance de l'Ukraine dès sa proclamation en décembre 1991. Les relations diplomatiques ont été établies dans la foulée, par transformation du Consulat général de France à Kiev.

## Consulats
Outre la section consulaire de l'ambassade, il existe trois consulats honoraires :
- en Ukraine occidentale à Lviv[18], depuis février 2012 ;
- à Odessa ;
- et à Kharkiv[19].

Le consulat en Ukraine orientale à Donetsk, créé en avril 2012, est fermé depuis mars 2019 pour être transféré, alors, à Kiev.

### Communauté française
Le nombre de Français établis en Ukraine est estimé à environ 1 100. Au 31 décembre 2016, 887 Français sont inscrits sur les registres consulaires.
| 2001 | 2002 | 2003 | 2004 |
| ---- | ---- | ---- | ---- |
| 274  | 295  | 353  | 393  |

| 2005 | 2006 | 2007 | 2008 |
| ---- | ---- | ---- | ---- |
| 484  | 637  | 732  | 850  |

| 2009 | 2010 | 2011  | 2012 |
| ---- | ---- | ----- | ---- |
| 941  | 987  | 1 016 | 953  |

| 2013 | 2014 | 2015 | 2016 |
| ---- | ---- | ---- | ---- |
| 928  | 938  | 850  | 887  |

| 2017 | 2018 | 2019 | 2020 |
| ---- | ---- | ---- | ---- |
| 859  | 878  | 900  | 857  |

| 2021 | - | - | - |
| ---- | - | - | - |
| 999  | - | - | - |

### Écoles françaises
Trois écoles sont homologuées par le ministère français de l'Éducation nationale : le lycée français Anne-de-Kiev (conventionné avec l'AEFE), l'école française privée d'Odessa (EFPO) et l'École française internationale de Kiev (uk) (primaire uniquement).

### Circonscriptions électorales
Pour l'élection à l'Assemblée des Français de l'étranger, l'Ukraine appartenait jusqu'en 2014 à la circonscription électorale de Moscou, comprenant aussi l'Arménie, l'Azerbaïdjan, la Biélorussie, la Géorgie, le Kazakhstan, le Kirghizistan, la Moldavie, l'Ouzbékistan, la Russie, le Tadjikistan et le Turkménistan, et désignant un siège. Depuis la loi du 22 juillet 2013 réformant la représentation des Français établis hors de France avec la mise en place de conseils consulaires au sein des missions diplomatiques, les ressortissants français d'Ukraine élisent pour six ans un conseiller consulaire. L'Ukraine appartient à la circonscription électorale « Europe centrale et orientale » dont le chef-lieu est basé à Varsovie et qui désigne trois de ses conseillers consulaires pour siéger parmi les 90 membres de l'Assemblée des Français de l'étranger. Lors des élections consulaires de mai 2014, aucun candidat ne s'est présenté, la mission diplomatique d'Ukraine est la seule à ne pas avoir de conseiller consulaire.
Pour l'élection des députés des Français de l’étranger, l'Ukraine dépend de la 11e circonscription.